# Еуфемія (Лодзинське воєводство)
Еуфемія (пол. Eufemia) — село в Польщі, у гміні Далікув Поддембицького повіту Лодзинського воєводства.
У 1975-1998 роках село належало до Серадзького воєводства.